# Marçà
Marçà (em catalão e oficialmente) ou Marsá (em castelhano) é um município da Espanha na comarca de Priorat, província de Tarragona, comunidade autónoma da Catalunha. Tem 16,1 km² de área e em 2021 tinha 612 habitantes (densidade: 38 hab./km²).

## Demografia
| Variação demográfica do município entre 1991 e 2004 [carece de fontes?] | Variação demográfica do município entre 1991 e 2004 [carece de fontes?] | Variação demográfica do município entre 1991 e 2004 [carece de fontes?] | Variação demográfica do município entre 1991 e 2004 [carece de fontes?] |
| ----------------------------------------------------------------------- | ----------------------------------------------------------------------- | ----------------------------------------------------------------------- | ----------------------------------------------------------------------- |
| 1991                                                                    | 1996                                                                    | 2001                                                                    | 2004                                                                    |
| 574                                                                     | 611                                                                     | 616                                                                     | 587                                                                     |